# Ebernoe
Ebernoe – wieś w Anglii, w hrabstwie West Sussex, w dystrykcie Chichester. Leży 26 km na północny wschód od miasta Chichester i 62 km na południowy zachód od Londynu. W 2001 miejscowość liczyła 234 mieszkańców.